# Glycaspis propensa
Glycaspis propensa är en insektsart som beskrevs av Moore 1990. Glycaspis propensa ingår i släktet Glycaspis och familjen rundbladloppor. Inga underarter finns listade i Catalogue of Life.